# 社会主义宪政
社会主义宪政是中国大陆出现的一种新思潮，意即在社会主义框架下实行宪政制度。该种思潮可以追溯到1993年，2013年起，引发中国学界高度关注。

## 主要特点
- 实行普选制
- 建立基于普选制的议会即人民代表大会
- 基于普选制的议会成为最高权力机关
- 实行基于普选制和人民代表大会制的分权制衡
- 实行社会主义法治
- 实现和保障所有社会成员的人权和公民权
- 国家公职人员工资水平中产阶级化
- 人民当家作主 社会高于国家[2]

## 反宪潮流
2013年5月22日，中国共产党机关刊物《求是》杂志旗下半月刊《红旗文稿》刊登了名为《宪政与人民民主制度之比较研究》的文章，作者是中国人民大学法学院教授杨晓青，该文指称宪政的关键性制度元素和理念只属于资本主义和资产阶级专政，而不属于社会主义人民民主制度。简言之，“宪政姓资不姓社”。《人民日报》《环球时报》《解放军报》接连发文称西方理论不适合于中国。此潮流引发中国学术界、舆论界高度关注与非议。